# Accacidia irregularis
Accacidia irregularis är en insektsart som beskrevs av Irena Dworakowska 1971. Accacidia irregularis ingår i släktet Accacidia och familjen dvärgstritar.
Artens utbredningsområde är Sudan. Inga underarter finns listade i Catalogue of Life.